# Alex Scarrow
Œuvres principales
- Série Time Riders
- La Théorie des dominos
- L'Effet domino

Alex Scarrow, né le 14 février 1966 à Hertford,, est un romancier britannique, auteur de plusieurs récits de science-fiction, de thrillers et d'ouvrages de littérature d'enfance et de jeunesse.

## Biographie
Il est guitariste dans un groupe rock pendant une dizaine d'années après avoir terminé ses études. Il abandonne cette carrière de musicien  pour devenir graphiste, puis concepteur de jeux vidéo.
Il aborde la littérature par l'écriture de scénarios. Son premier roman, A Thousand Suns, paru en 2006, est d'ailleurs issu de ses scénarios. Il fait ensuite paraître plusieurs thrillers pour adultes, notamment La Théorie des dominos et L'Effet domino tout en poursuivant l'écriture de scénarios.
Time Riders, sa première série de romans pour jeunes adultes, explore les idées et concepts qu'il développait déjà dans l’univers du jeu vidéo. 
Il vit à Norwich, en Angleterre.

## Œuvre

### SérieTime Riders
1. Time Riders, Nathan, 2012 ((en) TimeRiders, 2010)
2. Le Jour du prédateur, Nathan, 2012 ((en) Day of the Predator, 2010)
3. Code apocalypse, Nathan, 2012 ((en) The Doomsday Code, 2011)
4. La Guerre éternelle, Nathan, 2013 ((en) The Eternal War, 2011)
5. Les Flammes de Rome, Nathan, 2013 ((en) Gates of Rome, 2012)
6. Les Brumes de Londres, Nathan, 2013 ((en) City of Shadows, 2012)
7. Les Seigneurs des mers, Nathan, 2014 ((en) The Pirate Kings, 2013)
8. La Prophétie maya, Nathan, 2014 ((en) The Mayan Prophecy, 2013)
9. Le Piège infini, Nathan, 2015 ((en) The Infinity Cage, 2014)

### SérieEllie Quin
1. (en) The Legend of Ellie Quin, 2013
2. (en) The World According to Ellie Quin, 2013
3. (en) Beneath the Neon Sky, 2013
4. (en) Ellie Quin in Wonderland, 2014Publié uniquement au format numérique

### SérieReMade ((en) Plague Land)
1. ReMade, Casterman, 2017 ((en) Re-Made, 2016)
2. ReBorn, Casterman, 2018 ((en) Re-Born, 2017)
3. ReBuilt, Casterman, 2019 ((en) A Remade Novel (Plague World, Plague Nation, Plague Land), 2018)

### Romans indépendants
- (en) A Thousand Suns, 2006
- La Théorie des dominos, Le Cherche midi, 2010 ((en) Last Light, 2007)
- (en) October Skies, 2008
- L'Effet domino, Le Cherche midi, 2012 ((en) Afterlight, 2010)
- (en) The Candle Man, 2012
- (en) Doctor Who: Spore, 2013